# Грачова Алла Василівна
А́лла Васи́лівна Грачо́ва (26 вересня 1935 , Київ ) — українська архітекторка та реставраторка.

## Біографія
1967 року закінчила Київський інженерно-будівельний інститут.
Лауреатка Шевченківської премії 1984 року — разом з Штольком, Кабацьким, Ральченком, Слободою, Любенком — за готельний комплекс «Градецький» у Чернігові.

## Творчий доробок
Проєктувала у співавторстві такі споруди:
- готель — «Київ» у Києві (1972),
- готель — «Русь» у Києві (1974–1993),
- готель — «Градецький» у Чернігові, 1983;
- провадила реконструкцію санаторію «Карасан» у Алушті (1976–1982);
- спортивний корпус школи № 51,Київ, 1984;
- проєкт автовокзалу у Чернігові, 1992.

## Галерея

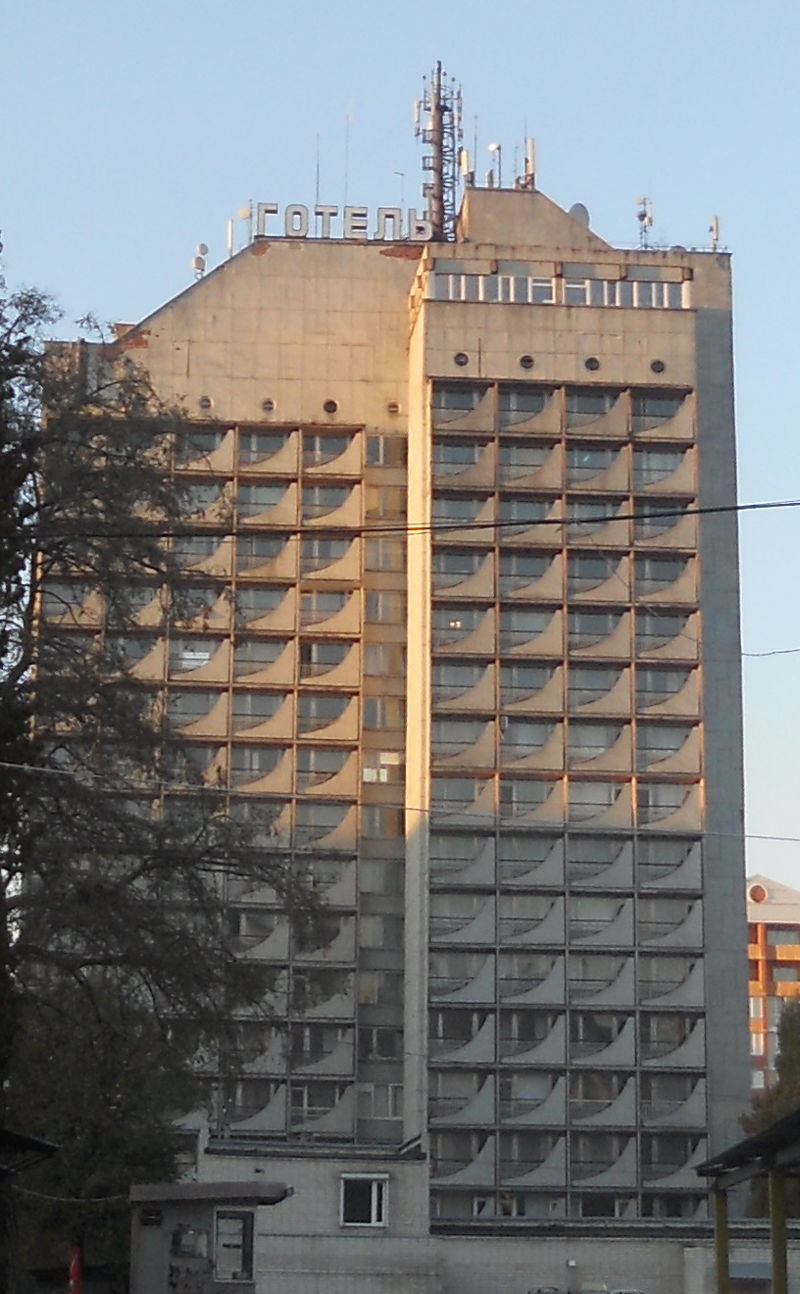
Готель «Градецький»
Готель «Київ»
Готель «Русь»